# Moradillo de Roa
Moradillo de Roa és una localitat i un municipi de la província de Burgos a la comunitat autònoma de Castella i Lleó. Forma part de la comarca de Ribera del Duero.
El poble compta amb un projecte de recuperació de 157 bodegues i 7 trulls que recentment ha sigut guardonats amb diferents premis.

## Geografia

### Ubicació
La localitat de Moradillo de Roa està situada a la zona central de la península ibèrica, la seva superfície és de 11,72 km², i les seves coordenades són 41°33′07″N 3°47′30″O / 41.55194, -3.79167.
És un poble situat al sur de la província de Burgos al vessant atlàntic de la província, a 840 msnm, a 107 km de la ciutat de Burgos i 25 km de Roa.
Té una àrea de 11,72 km² amb una població de 193 habitants (INE 2009) i una densitat de 17,41 hab/km².

### Clima
El clima de Moradillo de Roa és mediterrani continentalitzat, com a conseqüència de la seva altitud i l'allunyament de la costa, les seves principals característiques són:
La temperatura mitjana anual és de 11,50 °C amb una important oscil·lació tèrmica entre el dia i la nit que pot superar els 20 °C. Els hiverns són llargs i freds, amb freqüents boires i gelades, mentre que els estius són curts i calorosos, amb temperatures màximes entorn dels 30 °C, i mínimes superant lleugerament els 13 °C.
Les precipitacions anuals son escasses (453,70mm) però es distribueixen de manera equilibrada al llarg de l'any excepte a l'estiu que és l'estació més seca (71,10mm). Les muntanyes que delimitant la meseta retenen els vents i les pluges, excepte per l'Oest, on l'absència de grans muntanyes obren un passadís a l'oceà Atlàntic pel que penetren la majoria de les precipitacions que arriben a Moradillo de Roa.

## Encants
Un dels encants del poble és la ubicació de les bodegues. Estan situades al voltant d'un turó i a la punta se situa l'església catòlica de Sant Pere Apòstol, depèn de la parròquia d'Hontangas en el Arxiprestat de Roa, de la diòcesi de Burgos. Tradicionalment les bodegues eren un punt de reunió dels nostres avantpassats després d'una llarga jornada de treball al camp. En elles es parlava, menjava i es bevia vi ja que com se sap aquestes bodegues funamentalment servien per mantenir  el vi en bon estat i emmagatzemar en barrils de fusta.

## El vi del poble
El vi del poble és una iniciativa que va sorgir com una forma de financiar el projecte de recuperació dels trulls i bodegues de Moradillo de Roa.
Durant la I Jornada de recuperació de l'entorn de bodegues, va sorgir la idea de realitzar un vi propi del poble. El vi s'ha realitzat amb un raïm donat pels viticultors locals, trepitjat i premsat de la manera tradicional en el trull “El Tercio”, de 1736. El vi va ser elaborat de la manera més natural possible, sense addició de llevat no procedents del propi raïm o altres productes químics com sulfits.
Els beneficis obtinguts de la venta d'aquest vi solidari, que es diu “El Cotarro” aniran destinats íntegrament a finançar el projecte de conscienciació, protecció, manteniment i posada en valor del barri de bodegues de Moradillo de Roa.

## La història del poble
La història de Moradillo de Roa ha estat marcada per la influència de la vila d'Aza. El comte Gonzalo Fernández, va conquistar Aza a la morería, dins de la marxa conjunta que van organitzar Téllez, des de Cerezo, i Nuño Núñez, des de Castrojeriz, per establir la frontera del comtat castellà a l'altre costat del Duero.
Núñez va conquistar Roa i Téllez San Esteban de Gormaz. Els àrabs van colonitzar les terres del riu Riaza i la vora dreta del Duero. Gràcies a això va néixer Moradillo de Roa. Van començar a arribar els primers habitants ja que les terres eren molt bones i perquè eren molt grans i amples. Li van posar el nom d'aquell solar “Moradillo”.
L'estada d'aquells habitants no va ser tranquila ni comode durant els primers 100 anys. La dificultat de començar de 0 va ser afectada per la presència dels àrabs. L'any 939, el mateix califa de Córdoba es va presentar en el sector del Duero amb un poderós exèrcit que va arrasar la població. Aquella petita muralla que va poder donar nom al poble no va aguantar la pressió dels àrabs i van haver de començar de nou una altra vegada.
A l'Edat Moderna i Contemporània, Moradillo ha seguit la línea camperola que van marcar els seus avantpassats. Els cereals i les vinyes continuen sent el motor de la vida econòmica del poble. Els habitants del municipi s'han dedicat majoritàriament a l'església, l'exèrcit i la docència. Respecte el número d'habitants, el 1840 Moradillo contava amb 362 habitants, 100 anys després ja n'eren 700.

## Premis
Premi a la millor iniciativa enoturística nacional 2016 de l'Associació Espanyola de ciutats del Vi (Acevin)
Premi a la millor iniciativa enoturística nacional 2017 de APAPNIDICSUR
Premi RENACIMIENTO 2017 a la millor iniciativa enoturística.

## Demografia
| 1991 |  | 1996 |  | 2001 |  | 2004 |
| ---- |  | ---- |  | ---- |  | ---- |
| 225  |  | 234  |  | 209  |  | 209  |